# Градска библиотека Лајковац
Градска библиотека Лајковац (ГБЛ) је градска библиотека, по типу и функцијама јавна.

## О библиотеци
Градска библиотека Лајковац, баштини традицију колубарског библиотекарства која се, уз разумљиве падове и успоне, може пратити од 1847. године када је библиотека манастира Св. Ђорђа у Боговађи, заслугом настојатељ Грегорија (Илића), почела са издавањем књига Мирским лицима. После Другог светског рата, лајковачка библиотека је, као библиотека и читаоница, деловала у окриљу других установа културе (Народни универзитет, културни центар), да би коначно 14. децембра 1995. године постала независна установа културе у општини Лајковац и усталила се у адаптираном простору (Трг Владике Николаја 6), развијајући своју културну и просветни делатност. Библиотека располаже са 186 метара квадратних простора у којем су смештени дечје одељење са читаоницом, читаоница-медијатека, два депоа за књиге, канцеларијске и помоћне просторије. Књижевни фонд библиотеке садржи више од 53 000 књига.

## Легати у библиотеци
У библиотеци се налази Легат Емилије и Радована Белог Марковића, који се стално допуњује новим књигама, чији број прелази више од 1500 наслова, од којих је више од 800 са потписом аутора. Одлука о Легату потписана је 05. марта 2011. године.

## Издавачка делатност
Градска библиотека Лајковац је 2013. године издала из штампе Сабрана дела Радована Белог Марковића у 13 књига. Исте, 2013. године, издала је књигу "Лајковачка библиотека" коју је приредио Здравко Ранковић. Бибиотека је организовала два научна скупа о прози Радована Белог Марковића на основу којих су објављени Зборници Господар гиштова, 2011. године и Анатомија романа Путникова циглана Радована Белог Марковића 2016. године.
Градска библиотека Лајковац је независна културна и научна установа у библиотечком систему Народне библиотеке Србије.
Издвојена одељења се налазе у:
- ОШ „Миле Дубљевић” Лајковац
- Одељење у Бајевцу
- Одељење у Доњем Лајковцу
- Одељење у Боговађи
- Одељење у Непричави